# Semiothisa siennata
Semiothisa siennata là một loài bướm đêm trong họ Geometridae.